# مجرای بالی
مَجرای بالی یا کانال تریگوئید (انگلیسی: Pterygoid canal) مجرایی است در محل اتصال بال بزرگ، زائده بالی (تریگوئید) و تنه استخوان پروانه‌ای. از این کانال، عصب کانال تریگوئید، از سوراخ لسروم، به حفرهٔ تریگولاپالاتین عبور می‌کند.